# Andrés Wiese
Andrés Augusto Wiese Ríos (Distrito de San Borja, 16 de  diciembre de 1983) es un actor, empresario y modelo peruano, reconocido por el rol estelar de Nicolás de las Casas en la serie de televisión Al fondo hay sitio.

## Primeros años
Nació en San Borja en 1983, hijo de Augusto Fernando Wiese Moreyra y de Ana María Ríos Dunn. Es nieto del financista Augusto Felipe Wiese de Osma, presidente del Grupo Wiese, bisnieto del banquero Augusto N. Wiese, tataranieto del excanciller Felipe de Osma y Pardo y descendiente del diplomático José Gregorio Paz Soldán y del médico Melitón Porras Díaz.
Realizó estudios escolares en el Colegio Peruano Alemán Alexander von Humboldt. Posteriormente inició la carrera de arquitectura en la Universidad Peruana de Ciencias Aplicadas, la cual no terminó por darle prioridad a sus talleres de actuación.

## Carrera
Wiese debutó en la televisión como antagonista de la telenovela La pre en 2008 junto al cantante Deyvis Orosco. A fines del mismo tuvo una participación especial en Los Barriga junto a Julián Gil.
Inició su participación en la serie de televisión Al fondo hay sitio en 2009, en el papel de Nicolás de las Casas y emitido por América Televisión. Junto al elenco de la serie tuvo participaciones especiales en circos, teletones nacionales, y en el festival peruano de Nueva Jersey.
En 2011, participó en la obra de teatro La tercera edad de la juventud, bajo la dirección de Giovanni Ciccia, compartiendo roles con Oscar López Arias y Karina Jordán.
En 2013 actuó en la obra musical La chica de la torre de marfil, bajo la dirección de Sergio Galliani compartiendo roles con Tati Alcántara y Daniela Camaiora.
En el 2014 realizó su debut en el cine en la película A los 40 dirigida por Bruno Ascenzo en la cual compartió roles con Carlos Alcántara y Gianella Neyra. La película logró récords de recaudación, siendo la segunda película más vista en la historia del cine peruano. ese año también participó en la obra musical Blanca Nieves, el musical y en Toc Toc reemplazando a Bruno Ascenzo. 
En 2015 participó en la obra teatral Full monty dirigida por Juan Carlos Fisher. En la que compartió roles con Renzo Schuller y Paul Vega.
En 2016 participó en la reposición de Full monty, grabó la película Cebiche de tiburón junto a Wendy Ramos la cual se estrena en el verano de 2017. Además, fue jurado del programa concurso Sueña quinceañera, conductor del casting en vivo Buscando a Guerrero junto a Almendra Gomelsky y concluye su participación en Al fondo hay sitio luego de 8 años al aire.
A inicios del 2017 estrenó la película Cebiche de tiburón y participó de la función especial de la obra Toc Toc. A mitad de ese año, participó en la obra teatral Hasta las patas dirigida por Juan Carlos Fisher y en la serie De vuelta al barrio.
En el 2018 participó en la miniserie Cumbia pop como Calé y en el reestreno de la obra Hasta las patas.
Durante el 2019 condujo el programa Escápate en la plataforma digital América TVGO y grabó la película Doblemente embarazada en donde comparte roles con Carolina Cano y Nicolás Galindo, que estrenó en 2020.

### Controversias
El lunes 8 de junio de 2020, a través del programa de televisión Magaly TeVe, se expuso la denuncia de una menor de edad que acusó al actor de enviarle fotos desnudo por vía Instagram, sumado a ello, su excompañera de reparto, quien interpretaba el papel de Grace Gonzales en la serie televisiva Al fondo hay sitio, Mayra Couto, lo denunció de acoso sexual, alegando que intentó besarla en tres ocasiones. El actor se pronunció en su cuenta oficial de Facebook, negando tajantemente la acusación de la actriz. La fiscal Kelly Calderón anunció que el Ministerio Público abrió una investigación contra el actor.
Finalmente el 21 de octubre del 2021, Andrés Wiese publicó en su Instagram un mensaje diciendo: "La justicia tarda pero llega", por lo que se puede deducir que ganó el juicio por aquella denuncia
.

## Trayectoria

### Televisión
| Año       | Serie                          | Rol                            | Notas                      |
| --------- | ------------------------------ | ------------------------------ | -------------------------- |
| 2008      | Teatro desde el teatro         | Jorge                          | Obra Días locos en Navidad |
| 2008      | La pre                         | Adrián                         | Rol antagónico             |
| 2008–2009 | Los Barriga                    | Esteban                        | Participación especial     |
| 2009–2016 | Al fondo hay sitio             | Nicolás De las Casas           | Rol principal              |
| 2016      | Los diez mandamientos (Piloto) | Matías                         | Rol antagónico             |
| 2016      | Sueña quinceañera              | Él mismo                       | Jurado (Invitado)          |
| 2016      | Buscando a Guerrero            | Él mismo                       | Conductor del programa     |
| 2017      | De vuelta al barrio            | José Carlos                    | Rol recurrente             |
| 2017-2018 | Cumbia pop                     | Calé                           | Rol principal              |
| 2019      | Escápate                       | Él mismo                       | Conductor del programa     |
| 2021-2022 | Junta de vecinos               | Sebastián Morales de la Colina | Rol principal              |

### Teatro
| Año       | Obra                           | Rol                  | Notas         |
| --------- | ------------------------------ | -------------------- | ------------- |
| 2008      | El soldadito de plomo          | Soldadito            | Rol principal |
| 2009      | Aladino                        | Aladino              | Rol principal |
| 2009-2016 | Al fondo hay sitio             | Nicolás de Las Casas | Rol principal |
| 2011      | La tercera edad de la juventud | Renzo                | Rol Principal |
| 2013      | La chica de la torre de marfil | El príncipe          | Rol principal |
| 2014      | Blanca Nieves, el musical      | Felipe               | Rol principal |
| 2014/2017 | Toc Toc                        | Otto                 | Rol principal |
| 2015-2016 | Full monty                     | Bruce                | Rol principal |
| 2017-2018 | Hasta las patas                | Paul                 | Rol principal |

### Cine
| Año  | Película              | Rol                | Notas          |
| ---- | --------------------- | ------------------ | -------------- |
| 2007 | La gran sangre        | Chico del bar      | Participación  |
| 2014 | A los 40              | Alejandro          | Rol principal  |
| 2017 | Cebiche de tiburón    | Narciso Pérez Lizo | Rol antagónico |
| 2020 | Doblemente embarazada | Javier             | Rol principal  |
| 2024 | Sube a mi nube        | Tino               | Rol principal  |

## Premios y nominaciones
| Año  | Premio                       | Categoría                        | Trabajo             | Resultado |
| ---- | ---------------------------- | -------------------------------- | ------------------- | --------- |
| 2013 | Premios Americlub            | Mejor actor de novela/serie      | Al fondo hay sitio  | Nominado  |
| 2015 | Premios Luces de El Comercio | Mejor actor de reparto en teatro | Full monty          | Ganador   |
| 2017 | Premios Rating TV Perú       | Mejor actor de TV nacional       | De vuelta al barrio | Nominado  |